# Басті д'Юрфе
Басті д'Юрфе (фр. Bastie d'Urfé) — замок у французькому департаменті Луара (історична область Форі), відкритий для туристів; місце літніх спектаклів «Бастійські ночі». У нім колись жив французький письменник Оноре д'Юрфе, автор пасторального роману «Астрея» (Astrée, 1607—1627 рр.).
Споруджений у XV столітті, замок середньовічної архітектури був перетворений пізніше Клодом де Форі (Claude de Forez, 1501—1558 рр.), на перлину італійського і французького Ренесансу.
Врятований від руйнування в 1909 р. Форезьким історико-археологічним товариством, був занесений в 1912 р. до Державного переліку історичних пам'ятників.

## Ресурси Інтернету
- Вікісховище має мультимедійні дані за темою: Басті д'Юрфе
- Про замок Басті-д'Юрфе (фр.)